# چیپس سیب زمینی با روکش شکلاتی
چیپس سیب‌زمینی با روکش شکلاتی یک میان‌وعده است که شامل چیپس سیب‌زمینی است که در شکلات یا کاکائو ذوب شده فرورفته و با شکلات پوشانده شده است. این چیپس‌ها مثل سایر تنقلات مانند چیپس سیب زمینی استفاده می‌شوند و به خصوص در داکوتای شمالی در مهمانی‌ها به عنوان پیش غذا و دسر سرو می‌شوند.

## تاریخچه
«چیپس» سال‌هاست وجود داشته است، اگرچه در مورد ایجاد و تاریخچه آن اختلاف نظر وجود دارد. آب نبات ویدمن که در سال ۱۸۸۵ تأسیس شد، سابقه طولانی در تولید این محصول دارد. سال‌هاست که این خوراکی در گرند فرک، منطقه داکوتای شمالی در سایر قنادی‌های تجاری و در خانه‌ها درست می‌شود.
این خوراکی در سال ۱۹۸۵ توسط شرکتی به نام Executive Sweets وارد بازار شیکاگو شد.

## آماده‌سازی
برای تهیه این نوع چیپس از چیپس سیب‌زمینی معمولی استفاده می‌شود. نوع شکلات مورد استفاده معمولاً شکلات شیری است. شکلات را ذوب کرده و بعد روی چیپس‌ها را پوشش می‌دهند.